# SBB UIC-X személykocsi
Az SBB UIC-X személykocsi egy vasúti személykocsi sorozat, melyet a Svájci Államvasút üzemeltet.

## Általános leírás
1964-ben az SBB a régebbi személykocsijainak kiváltására kezdete el beszerezni az új UIC-X járműveit, melyek tulajdonképpen az 1953-ban a DB számára kifejlesztett oldalfolyosós M-wagenek (DB UIC-X wagen) továbbfejlesztett változatai voltak. Közös jellemzőjük, hogy a személykocsik nem rendelkeztek légkondicionáló berendezéssel, a UIC-X kocsik kevesebb fülkével rendelkező altípusa a tulajdonképpeni Z2 későbbi kocsitípus. Az SBB kocsijainak nagyobbik része ebbe a kocsitípusba tartozik. Amíg az első száz másodosztályú kocsi belsőterei teljesen megegyeztek a DB B4üm kocsijaival (tizenkét fülkét kaptak), addig az SBB elsőosztályú kocsijai csak kilenc fülkével rendelkeztek, nem úgy mint a DB A4üm kocsijai, melyek tíz fülével rendelkeztek.
A személykocsikon az oldalsó feljáró ajtók a kocsifallal egy síkba kerültek, az ajtók ízelt kivitejűek voltak és színük a külföldi kocsiktól eltérően, nem az alapszínt (SBB esetében zöld) hanem ezüst vagy arany-eloxált színt kaptak (mint az egységkocsikon), rajtul az ablakok kisebbek voltak mint a DB járművein. A kocsikban a WC ablakai kisebb kialakításban kerültek kivitelre mint az SBB EW I (egységkocsi) kocsikon. WC a személykocsik mindkét végén volt egy új helyiséggel együtt melyek az új csak mosdóval rendelkező helyiségek voltak.
Érdekesség továbbá a kocsikban, hogy tetejük az 1956-ban épített EW I-hez hasonlóan bordázott. Egyediségükre jellemző, hogy a feljáróajtók felett találhatóak a szellőző beömlő rácsai. A járműveket egységeben légfűtéssel szerezték be.
A kocsik üléshuzatai a dohányzó fülkékben vörös-fekete, a nemdohányzók esetében zöld-fekete csíkozásúak voltak.

## Műszaki és formai kialakítás
A kocsivégi átjáróajtók gumihurkákkal voltak védve, melyek pneumatikus működtetésű kétszárnyú ajtók voltak. Az ízelt ajtók és lehúzható ablakok megfelelnek a UIC szabványoknak. A UIC-X kocsik az EW I kocsi forgóvázait kapták. A kocsiszekrény méretei megfelelnek a UIC-X szabványoknak melyek, a hosszúság 26 400mm, szélesség 2850mm.
Azonban az első szériagyártású jármű az a húsz darab fekvőhelyes Bcm (Bcm 50-70) kocsi volt, mely tíz utas és egy szerviz fülkével, tehát tizenegy fülkével rendelkezett, mint a DB Bcm243 kocsi. 1970–1972-ben az SBB további harminc fekvőhelyes kocsit szerzett be. Az 1980-as években az első húsz fekvőhelyes kocsi színsémáját megváltoztatta az SBB kék-fehér csíkozásúra, így ezek a járművek inkább hasonlítottak az 1979-ben beszerzett EUROFIMA fekvőhelyes kocsikra, mint fiatalabb társaikra.
Az 1965 márciusában megrendelt első száz másodosztályú ülőhelyes kocsi Bm sorozatként érkezett két részletben, melyek a következőek voltak középszám szerinti csoportosításuk alapján: 1966-1967 (Bm 22-30 000-059) és 1968 (Bm 22-40 060-099). A kocsik 72 ülőhellyel rendelkeztek (tizenkettő fülkével) melyek bővíthetőek voltak az oldalfolyosókon található összesen tíz pótülésekkel.
1967-ben  a németországi WMD-ben (Waggon- und Maschinenbau GmbH Donauwörth) gyártottak tíz légkondicionált étkezőkocsit, melyek ez első időkben étkezőkocsi-vörösre voltak festve. A németországi Aitrangben történt baleset után (1971.02.09) egy étkezőkocsit TEE bordó-bézs színre festettek a Bavaria-TEE vonat kiszolgálása érdekében. 1977 után az összes étkezőkocsi megkapta az EUROFIMA narancssárga festést.
1969-1970-ben beszerzett negyven első osztályú kocsi kilenc fülkével készült, mint a DB új TEE kocsijai azonban légkondicionáló nélkül. Ezek a kocsik mint az 1971 és 1972-ben beszerzett ABm (osztott első és második osztály) melyek négy első és hat másodosztályú fülkével rendelkeztek, már megfeleltek az új UIC Z vagy EUROFIMA kocsitípusnak, azonban ezek a légkondicionáló berendezés hiánya miatt csak UIC Z2 besorolást kaptak.
1972-ben további másodosztályú kocsik érkeztek melyek már csökkentett fülkeszámmal érkeztek, nagyobb komfortot biztosítva az utasoknak. Így ezekben a kocsikban is 66 ülőhely volt található melyet kilenc pótülés egészített ki. Ezek lettek a Bm 21-70 tipusú kocsik melyek megfeleltek a UIC-Z2 szabványoknak.
1977-ben negyven kocsi (21-70 090-109 és 150-169) megkapták az Eurofima C1 narancssárga-fehér festést. Ezek a kocsik 1978-ban azzal a szállított húsz EUROFIMA elsőosztályú kocsival (Amz 19) elérte a kétszázhúsz darabos szériát.
1977-ben további húsz poggyászkocsi (Dms) érkezett SBB-hez

## Használat
Megérkezésüket követően azonnal nemzetközi fordákban kezdték használni a járműveket mint pl. Németország, Belgium, Hollandia, Franciaország, Ausztria és Olaszország, ahol az 1950-es SBB RIC kocsikat váltották. Napjainkban Svájcban belföldi forgalomra használják a kocsikat.

## Átépítések

### Bpm 51 (Bm 21-70)
Az 1980-as években építették át azokat a kocsikat, melyek ma Bpm 51 számon üzemelnek, ezekben a kocsikban páholyos elrendezés mellett 88 ülőhelyet tudnak biztosítani. Ezek a kocsik megkapták az EW IV kocsik zöld-fehér színezését. A kocsikat elsősorban Intercity és expressz vonatok kiegészítésére használták, de megtartották RIC képességeiket ezért többször használták külföldön is őket.
2010-ben elhatározták, hogy száznyolcvan másodosztályú kocsi teljes felújítást kap. Ebbe beletartozott a légkondicionáló berendezés, az önműködő tolóajtó a vészfékáthidalás stb. A felújítás az átrozsdásodás elleni védelemmel és a korrodált részek kijavításával kezdődött, hogy a kocsik élettartamát 2020-ig meghosszabbítsák. Sajnos idővel kiderült, hogy ezek a beavatkozások túl sokba kerülnek, mint a hasznos előre tervezett élettartam, ezért a felújításokat áttervezték és a fennmaradó százhetven jármű csak kisebb felújítást kapott.

### Bm 22-70
Az 1990-években az SBB átépített tizenkét Bm 22-70 tipusú kocsit azzal a céllal, hogy 72 férőhelyes Bcpm Sleeperette típusú éjszakai utazásra alkalmas kocsit hozzanak létre. Ezeket a kocsikat továbbra is használták mint elsőosztályú megerősítő kocsikat.

## ÖBB-variánsok
1969-ben az Osztrák Szövetségi Vasút vásárolt egy klimatizált szalon elrendezésű kocsit, amely K komfort jelölést kapott.
1976-ban az ÖBB rendelt harminc fekvőhelyes (51 81 50-70 000-029) kocsit, melyek UIC-Z2 szabvány szerint épültek.
1981-1982-ben ezeket követte egy kétszer akkora sorozat, több mosdóval (51 81 59-70 000-059), ezeket könnyen felismerni a négy WC ablakról és a tíz fülkéről. A kocsikat ezekben az esetekben Ausztriában a Jenbacher Werke gyártotta.

## Fordítás
- Ez a szócikk részben vagy egészben  az   UIC-X- und Z2-Wagen der SBB című német Wikipédia-szócikk ezen változatának fordításán alapul.  Az eredeti cikk szerkesztőit annak laptörténete sorolja fel. Ez a jelzés csupán a megfogalmazás eredetét és a szerzői jogokat jelzi, nem szolgál a cikkben szereplő információk forrásmegjelöléseként.